# Taïsiya Chenchyk
Taïsiya Filipivna Chenchyk, née le 30 janvier 1936 à Prylouky (Ukraine) et morte le 19 novembre 2013 à Tchernihiv, est une athlète soviétique qui pratiquait le saut en hauteur. Elle remporta une médaille olympique aux Jeux olympiques d'été de 1964. Elle a également remporté le titre à l'Universiade et été championne d'Europe.

## Palmarès

### Jeux olympiques d'été
- Jeux olympiques d'été de 1964 à Tokyo ( Japon)
  -  Médaille de bronze au saut en hauteur

### Championnats d'Europe d'athlétisme
- Championnats d'Europe d'athlétisme de 1958 à Stockholm ( Suède)
  -  Médaille d'argent au saut en hauteur
- Championnats d'Europe d'athlétisme de 1962 à Belgrade ( Yougoslavie)
  - 6e au saut en hauteur
- Championnats d'Europe d'athlétisme de 1966 à Budapest ( Hongrie)
  -  Médaille d'or au saut en hauteur

### Championnats d'Europe d'athlétisme en salle
- Jeux européens en salle de 1967 à Sofia ( Bulgarie)
  -  Médaille d'or au saut en hauteur

### Universiades
- Universiade d'été 1963 à Porto Alegre ( Brésil)
  -  Médaille d'or au saut en hauteur